# マロン酸ジメチル
ジメチルマロン酸はマロン酸のジエステルである。有機合成化学においては一般的な試薬である。例えばバルビツール酸の前駆体として知られる。マロン酸エステル合成（英語版）の中で使われる。ジメトキシメタンと一酸化炭素から合成される。消防法に定める第4類危険物 第3石油類に該当する。